# Rosaliengebirge

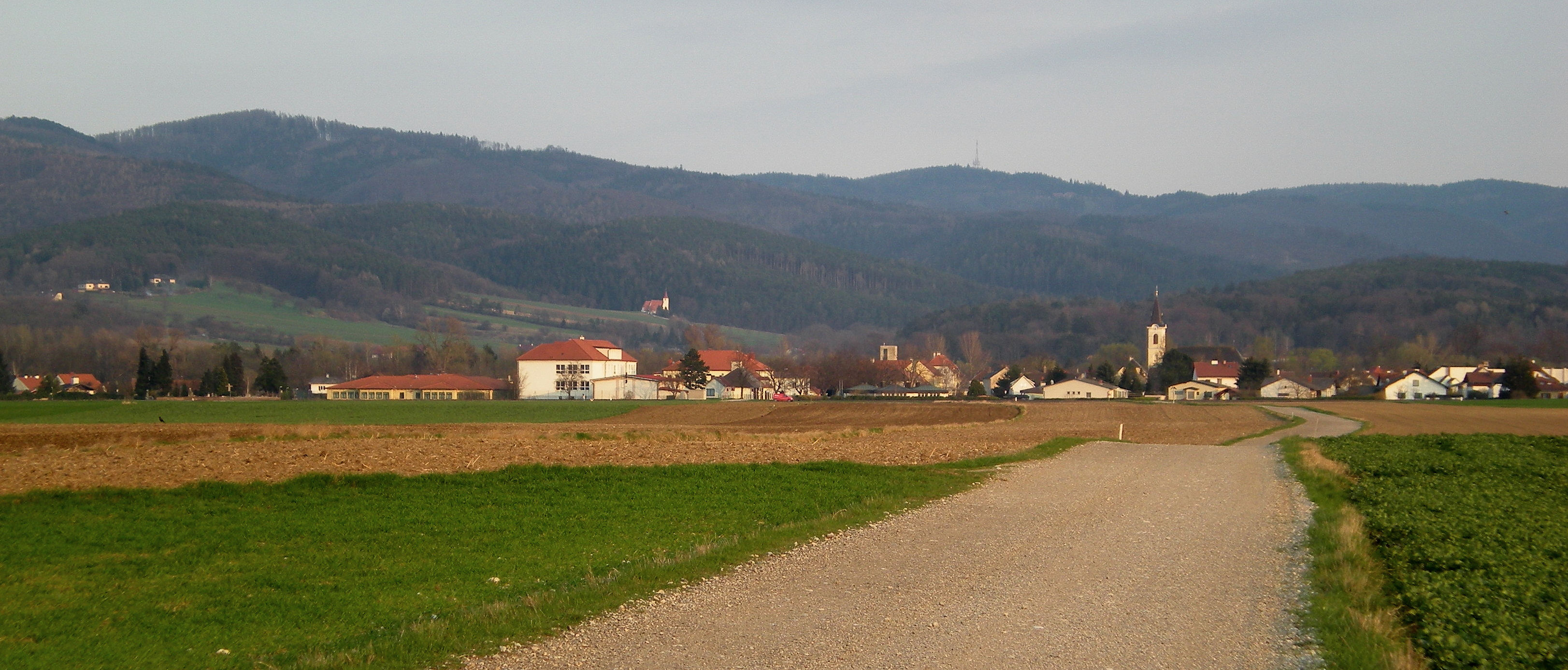
Lanzenkirchen, im Hintergrund das Rosaliengebirge

Das Rosaliengebirge (ungarisch: Rozália-hegység, kroatisch Gorje Rozalija) ist ein nordöstlicher Ausläufer der Zentralalpen an der niederösterreichisch-burgenländischen Landesgrenze. In seiner Nord-Süd-Ausdehnung erhebt sich das Rosaliengebirge bei Neudörfl, erreicht auf dem Heuberg (oft auch als Rosalia bezeichnet) seine höchste Erhebung und fällt dann bis Weppersdorf wieder ab. Das nördlich davon liegende Leithagebirge wird durch die Wiener Neustädter Pforte getrennt.
Aus geologischer Sicht ist das Rosaliengebirge ein Teil der Buckligen Welt. Die landschaftliche Grenze zwischen der Buckligen Welt und dem Rosaliengebirge bildet von Nord nach Südost das Tal des Klingfurther Baches, in dem die zu Walpersbach gehörende Ortschaft Klingfurth und die Hochwolkersdorfer Rotte Rosenbrunn liegen. Weiter verläuft die Grenze dann über die Senke der Hochwolkersdorfer Rotte Alm, über den sogenannten Totengraben in den Essengraben und dann weiter über den Graben ins Schwarzenbachtal.
Im Osten schließt das Ödenburger Gebirge an das Rosaliengebirge an. Die Grenze zwischen beiden bilden von Nord nach Süd die Marzau, der Sieggrabener Sattel und das Sieggrabenbachtal.
Folgende Erhebungen befinden sich im nördlichen Rosaliengebirge:
- Scheiben
- Mitterriegel
- Gespitzter Riegel
- Bergkogel
- Bauernmaiß
- Kogel
- Krieriegel

Das nördliche und das südliche Rosaliengebirge werden durch das Wulkatal, den Heuberg (höchste Erhebung des Rosaliengebirges bei der Rosalienkapelle) und einen Bergrücken, der vom Heuberg über den Auerberg und die Hochwolkersdorfer Rotte Hollerberg bis zur Hochwolkersdorfer Rotte Fernblick reicht, voneinander getrennt.
Folgende Erhebungen befinden sich im südlichen Rosaliengebirge:
- Auerberg
- Hartlspitz
- Geißspitz
- Schwarzkogel
- Greimkogel
- Reisnerkogel
- Marriegel
- Sieggrabener Kogel
- Königsbühel
- Schwarzenbacher Burgberg
- Roter Riegel

Ähnlich dem Leithagebirge besteht das Rosaliengebirge aus Gneis, Glimmerschiefer und Kalkstein. Der Bergrücken ist stark bewaldet. Der höchste Berg ist der Heuberg mit der Rosalienkapelle, der eine Höhe von 748 m erreicht. Auf ihm befindet sich auch der ORF-Sender Heuberg für das nördliche Burgenland. Auf den steilen Kalkfelsen am Ostfuß befindet sich die Burg Forchtenstein über der gleichnamigen Gemeinde. Entwässert wird das Gebirge durch die Wulka, die Leitha und den Schwarzenbach. Ein Teil des Gebirges befindet sich im geschützten Naturpark Rosalia-Kogelberg.
Das Rosaliengebirge kann nur über eine Straße von Mattersburg im Burgenland nach Hochwolkersdorf in Niederösterreich überquert werden. Es führen zahlreiche Wanderwege auf und über das Rosaliengebirge, darunter die Weitwanderwege Zentralalpenweg, Nordalpenweg und der Burgenländische Mariazellerweg. 
In den Quertälern des Osthangs wird durch die günstige Witterung verbreitet Obst- und Weinbau betrieben. Ein bekannter Ort ist der Kurort Bad Sauerbrunn an seinem nördlichen Fuß.